# لوزا (ناحیه پلزن-شمالی)
لوزا (به چکی: Loza) یک منطقهٔ مسکونی در جمهوری چک است که در ناحیه پلزن-شمالی واقع شده‌است. لوزا ۳٫۷۲ کیلومتر مربع مساحت و ۲۵۹ نفر جمعیت دارد و ۴۴۲ متر بالاتر از سطح دریا واقع شده‌است.